# Liste der Kulturdenkmäler in Dammersbach
Die folgende Liste enthält die in der Denkmaltopographie ausgewiesenen Kulturdenkmäler auf dem Gebiet des Ortsteils Dammersbach der  Stadt Hünfeld, Landkreis Fulda, Hessen.
Hinweis: Die Reihenfolge der Denkmäler in dieser Liste orientiert sich an der Anschrift, alternativ ist sie auch nach der Bezeichnung, der vom Landesamt für Denkmalpflege vergebenen Nummer oder der Bauzeit sortierbar.
Kulturdenkmäler werden fortlaufend im Denkmalverzeichnis des Landes Hessen durch das Landesamt für Denkmalpflege Hessen auf Basis des Hessischen Denkmalschutzgesetzes (HDSchG) geführt. Die Schutzwürdigkeit eines Kulturdenkmals hängt nicht von der Eintragung in das Denkmalverzeichnis des Landes Hessen oder der Veröffentlichung in der Denkmaltopographie ab.

Das Vorhandensein oder Fehlen eines Objekts in dieser Liste ist keine rechtsverbindliche Auskunft darüber, ob es Kulturdenkmal ist oder nicht: Diese Liste entspricht möglicherweise nicht dem aktuellen Stand der offiziellen Denkmaltopographie. Diese ist für Hessen in den entsprechenden Bänden der Denkmaltopographie Bundesrepublik Deutschland und im Internet unter DenkXweb – Kulturdenkmäler in Hessen einsehbar. Auch diese Quellen sind, obwohl sie durch das Landesamt für Denkmalpflege Hessen aktualisiert werden, nicht immer aktuell, da es im Denkmalbestand immer wieder Änderungen gibt.
Eine verbindliche Auskunft erteilt allein das Landesamt für Denkmalpflege Hessen.
Nutze diese Kartenansicht, um Koordinaten in der Liste zu setzen. In dieser Kartenansicht sind Kulturdenkmale ohne Koordinaten mit einem roten bzw. orangen Marker dargestellt und können in der Karte gesetzt werden. Kulturdenkmale ohne Bild sind mit einem blauen bzw. roten Marker gekennzeichnet, Kulturdenkmale mit Bild mit einem grünen bzw. orangen Marker.
| Bild            | Bezeichnung                             | Lage                                              | Beschreibung                                                                                                   | Bauzeit                                    | Objekt-Nr. |
| --------------- | --------------------------------------- | ------------------------------------------------- | --- | ------------------------------------------ | ---------- |
| Bild gesucht BW | Fachwerkhaus                            | Allmuser Straße 17 LageFlur: 3, Flurstück: 47/3   | Giebelständiges zweistöckiges Fachwerkhaus auf niedrigem Quadersockel.                                         | 20. Mai 1859 (Schwellbalkeninschrift)      | 37351 DDB  |
| Bild gesucht BW | Fachwerkhaus                            | Allmuser Straße 25 LageFlur: 3, Flurstück: 32/3   | Kleines zweistöckiges Fachwerkhaus.                                                                            | Um 1800                                    | 37552 DDB  |
| Bild gesucht BW | Bildstock                               | An der Roßkuppe LageFlur: 1, Flurstück: 106       | | 1840, bezeichnet.                          | 37561 DDB  |
| Bild gesucht BW | Bildstock                               | Gaulsgraben LageFlur: 8, Flurstück: 9             | | 1845, bezeichnet.                          | 37793 DDB  |
| Bild gesucht BW | Drachen(töter)kapelle                   | Grenzel LageFlur: 7, Flurstück: 6                 | Schlanke Kapelle in Form eines Heiligenhäuschens.                                                              | 1843, bezeichnet.                          | 37794 DDB  |
| Bild gesucht BW | Bildstock                               | Im Schmidtsgrund LageFlur: 1, Flurstück: 2/1      | | 1680, bezeichnet.                          | 37560 DDB  |
| Bild gesucht BW | Wegekreuz                               | Schmidtsgrund LageFlur: 8, Flurstück: 65/2        | |                                            | 827549 DDB |
| Bild gesucht BW | Wegekreuz                               | Steingrundstraße LageFlur: 1, Flurstück: 60       | Holzkruzifix                                                                                                   | Noch 19. Jahrhundert, vermutet.            | 37795 DDB  |
| Bild gesucht BW | Fachwerkhaus                            | Steinhauser Straße 23 LageFlur: 2, Flurstück: 7/2 | | 1781 (Inschrift)                           | 37556 DDB  |
| Bild gesucht BW | Fachwerkhaus, sogenanntes „Schlösschen“ | Traisbacher Straße 7 LageFlur: 2, Flurstück: 37/2 | Vom Fuldaer Fürstabt Konstantin von Buttlar (1714–1726) als Dienst- und Wohngebäude für Forstbeamte errichtet. | 1722                                       | 37359 DDB  |
| Bild gesucht BW | Hochkreuz, Grabstein                    | Valentinstraße 1 LageFlur: 2, Flurstück: 9/2      | | 1874 Holzkruzifix, spätbarocker Grabstein. | 37558 DDB  |
| Bild gesucht BW | Katholische Kirche                      | Valentinstraße 1 LageFlur: 2, Flurstück: 9/2      | Kirche in zwei Bauphasen errichtet aus einer alten barocken Kapelle. Im Jahr 1949 erweitert.                   | 1767, 1949                                 | 37557 DDB  |